# Cesare Suglia
Cesare Suglia (Bari, 4 gennaio 1887 – Milano, 26 dicembre 1946) è stato un aviatore, militare e pioniere dell'aviazione italiano.
È ricordato principalmente per il volo da Torino a Bari che effettuò nel 1913 a bordo di un Blériot XI: si trattò di uno tra i primi viaggi aerei a lunga distanza nel mondo e batté un record per la distanza percorsa.

## Biografia
Cesare Suglia nacque a Bari in via Garruba, fratello di Francesco Suglia, noto imprenditore barese, padrino di quello che diventerà il musicista Franco Casavola. Fin da bambino coltivò il sogno di volare e contribuire alla conquista dei cieli da parte dell'uomo; dopo essersi abilitato al pilotaggio presso la scuola di Aviano il 15 giugno 1912 (conseguendo il brevetto n. 118), fu destinato alla base aerea di Ferua in Libia.

Cesare Suglia, decimo da sinistra, con il gruppo aeronautico militare ed un aeroplano

Nel luglio di quell'anno passò poi alla 5ª Divisione Speciale di Makabez e quindi a Zuara, dove acquisì il brevetto militare (5 ottobre 1912) e prese parte ai primi voli di guerra della storia, nell'ambito del conflitto italo-turco. Fu rimpatriato per malattia nel febbraio 1913; venne poi assegnato dapprima alla base di Aviano, e quindi a quella di Centocelle (IVª Squadriglia Blériot). Dal 5 al 18 settembre 1913 partecipò alle grandi manovre di cavalleria in Val Padana con un Blériot SIT inquadrato nel partito Rosso (invasore).
Durante la grande guerra, con il grado di capitano, comandò nel 1916 in Libia dapprima dal mese di ottobre la 104ª Squadriglia Aeroplani poi, alla fine del 1917, la 106ª Squadriglia di Tripoli su velivoli Farman, in difesa di Tripoli e Bengasi, dove guadagnerà una croce di guerra al valor militare e finalmente il ruolo di comandante maggiore.
Oltre al raid Torino–Bari effettuò anche il raid Torino-Vizzola e ritorno.

### L'impresa storica
Pioniere dei primi voli aerei su lunghe distanze, l'ambizioso Cesare Suglia decollò dal campo d'aviazione di Mirafiori alle ore 5,20 del 2 agosto 1913 e, dopo una breve sosta a Pisa, risalì sull'aereo, un Blériot con motore da 80 CV costruito su licenza dall'italiana Società Italiana Transaerea (SIT) di Torino, lo stesso velivolo utilizzato in quel periodo in guerra dall'aviatore Italiano Gaspare Bolla.
Suglia giunse a Centocelle alle 12,34, compiendo così 6 ore e 35 minuti di volo.
Il giorno seguente, un forte vento non gli permise di riprendere il volo.
Il giorno successivo, partendo alle 6,20, raggiunse Napoli alle ore 8,30.
Il 5 agosto affrontò l'ultima tappa che l'avrebbe portato a Bari, tanto aveva insistito affinché meta del volo che l'avrebbe portato a stabilire il record mondiale (ben 1220 km), fosse proprio la sua città natale, dove fin dalle ore 8,00 del mattino lo attendeva sul campo aviatorio cittadino di Marisabella, ottenuto su un'ex zona paludosa fatta bonificare dalla Duchessa Isabella D'Aragona nel 1500, una folla entusiasta, informata dagli amici cui il pilota aveva confidato della sua imminente impresa. Il percorso da Napoli a Bari fu compiuto in 2 ore e 20 minuti. Il capoluogo pugliese sarà la terza città d'Italia, e tra le prime d'Europa, a essere sorvolata da un aereo.
Suglia preferì non atterrare subito: prima di inviare il telegramma del suo arrivo, nonostante gli avvertimenti di pericolo causa vento impetuoso che gli provenivano dal suo generale, scelse di volare sopra la casa dei suoi genitori dove era cresciuto, la sua vecchia scuola ed il posto dove incontrò per la prima volta la sua ragazza – racconterà questo anni dopo ai suoi amici e parenti.

Veduta oggi di Marisabella

Quando il velivolo apparve sul campo di Marisabella (corrispondente oggi nella fascia che comprende corso Mazzini, nel tratto tra via Brigata Regina e via Anita Garibaldi, sino alla costa) il tenente Cesare Suglia volle sbalordire la folla immensa con varie evoluzioni (nessuno aveva mai visto un aereo ed erano tutti stupefatti e terrorizzati allo stesso tempo) ma, nel momento di atterrare, poiché gli astanti sbalorditi non sgombravano la pista d'atterraggio, dovette evitare di investire un gregge di pecore facendo derapare il velivolo, il quale però riportò solo alcuni danni ad una ruota. Suglia, illeso, fu trascinato fuori in trionfo nel clamore generale dalle donne venute ad accoglierlo; i giorni seguenti fu invitato in tutte le feste cittadine organizzate in suo onore, al teatro Petruzzelli, al Comune e nei vari circoli privati.
La sua impresa era stata il più lungo volo militare fino a quel momento. Il generale Panizzardi, comandante dell'IX corpo di armata R.E., il sindaco Sabino Fiorense ed i suoi famigliari si complimentarono con lui portandolo in giro per la città con l'automobile tra una folla plaudente.

## Onorificenze
Per questa impresa Suglia ricevette una medaglia d'oro al valore aeronautico dalla ditta SIT, costruttrice del velivolo, il 15 febbraio 1914. Un'altra medaglia d'oro fu assegnata a lui e ad altri aviatori dalla regina Maria Letizia Bonaparte che avevano partecipato alla guerra italo-turca; e un'altra dalla Gazzetta dello Sport che a tal fine indisse una sottoscrizione nazionale per la raccolta di fondi, a Milano il 4 maggio 1913. Negli ultimi anni gli è stata dedicata un'importante strada nella sua città di Bari nel rione Japigia.
La commissione toponomastica della provincia di Bari e l'Aereo Club, riunitisi per decidere il nome da affidare al terminal principale dell'aeroporto di Bari-Palese Macchie, si era risolta per l'intitolazione proprio al tenente Cesare Suglia, prima che la scomparsa del papa Karol Wojtyła volse in favore di quest'ultimo l'onore del nome. Per celebrare il 70º anniversario del raid Torino-Bari, nell'aprile 1983 è stato disposto dalle Poste Italiane uno speciale annullo filatelico.
Una lapide marmorea è stata deposta in suo onore. Nel 2013 ci sarà il centenario dall'impresa.

Speciale annullo filatelico per l'anniversario dell'evento